# Bentley 8 Litre
Bentley 8 Litre – luksusowy samochód osobowy produkowany przez brytyjską firmę Bentley w latach 1930–1931. Do napędu użyto sześciocylindrowego silnika rzędowego o pojemności ośmiu litrów. Moc przenoszona była na oś tylną poprzez 4-biegową manualną skrzynię biegów.

## Dane techniczne

### Silnik
- R6 8,0 l (7983 cm³), 2 zawory na cylinder, SOHC[1]
- Układ zasilania: dwa gaźniki
- Średnica × skok tłoka: 110,00 mm × 140,00 mm
- Stopień sprężania: 5,1:1
- Moc maksymalna: 203 KM (149,1 kW) przy 3500 obr./min[1]

### Osiągi
- Przyspieszenie 0-80 km/h: 10,0 s
- Prędkość maksymalna: 177 km/h[1]